# Six Flags America

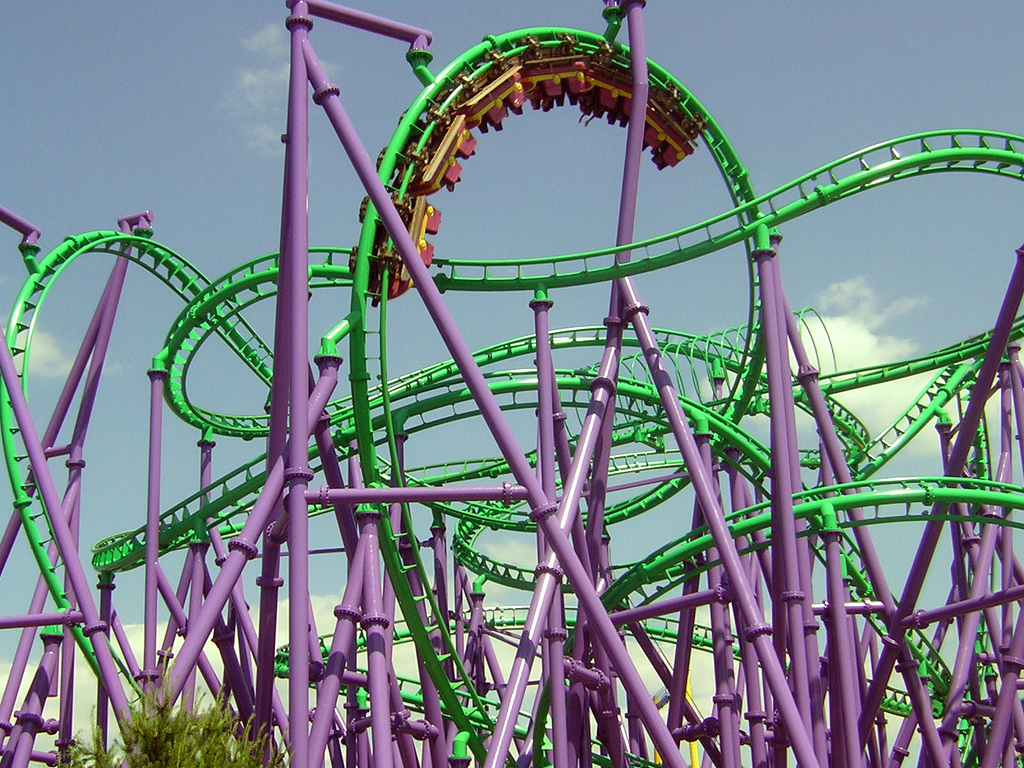
Berg- och dalbanan The Joker's Jinx

Six Flags America är en nöjespark som är belägen i Prince George's County i Washingtons storstadsområde utanför staden Upper Marlboro i delstaten Maryland i USA.
Parken är säsongsöppen från mars till oktober. Namnet America togs på grund av närheten till huvudstaden Washington, DC.

## Historia
Den öppnade 1973 som ett viltreservat grundat av Ross Perot, omvandlades efter ägarbyten till en safaripark för att på 1980-talet bli en nöjespark utan inhägnade djur. Sedan 1986 finns där en berg- och dalbana i trä (Wild One) som byggdes 1916 och som från början stod på Paragon Park i Hull, Massachusetts.
Nöjesparken har ingått i Six Flags-kedjan sedan 1999. Likt andra Six Flags-parker har åkattraktionerna namn och tematiseringar från DC Comics och Looney Tunes.

### Tidigare namn
- Wildlife Preserve (1974–1978)
- Wild Country (1978–1981)
- Wild World (1982–1993)
- Adventure World (1994–1998)